# أغرييين الجبل (إفرني)
أغرييين الجبل هي إحدى مشيخات المملكة المغربية، تتبع جغرافيا لإقليم الدريوش وإداريًا لإفرني. يقدر عدد سكانها بـ 2429 نسمة حسب الإحصاء الرسمي للسكان والسكنى لسنة 2004.